# Landon Wilson
Landon Matthew Wilson (* 13. März 1975 in St. Louis, Missouri) ist ein ehemaliger US-amerikanischer Eishockeyspieler, der im Verlauf seiner aktiven Karriere zwischen 1992 und 2010 unter anderem 488 Spiele für die Colorado Avalanche, Boston Bruins, Phoenix Coyotes, Pittsburgh Penguins und Dallas Stars in der National Hockey League (NHL) auf der Position des rechten Flügelstürmers bestritten hat. Einen signifikanten Teil seiner aktiven Laufbahn verbrachte Wilson zudem in der American Hockey League (AHL), wo er 268 Partien für fünf verschiedene Teams absolvierte sowie in der Schweizer Nationalliga A beim HC Davos und HC Lugano. Sein Vater Rick war ebenfalls ein professioneller Eishockeyspieler und in der NHL aktiv.

## Karriere
Wilson begann seine Karriere als Eishockeyspieler bei den Dubuque Fighting Saints, für die er in der Saison 1992/93 in der United States Hockey League (USHL) aktiv war. Anschließend wurde er im NHL Entry Draft 1993 in der ersten Runde als insgesamt 19. Spieler von den Toronto Maple Leafs aus der National Hockey League (NHL) ausgewählt. Allerdings spielte er nie für die Maple Leafs, da sie ihn im Juni 1994 gemeinsam mit Wendel Clark, Sylvain Lefebvre und einem Erstrunden-Wahlrecht im NHL Entry Draft 1994 an die Nordiques de Québec abgaben. Im Gegenzug wechselten Mats Sundin, Garth Butcher, Todd Warriner und ein Erstrunden-Wahlrecht im selben Draft nach Toronto. Nachdem der Angreifer von 1993 bis 1995 für die Universitätsmannschaft der University of North Dakota in der National Collegiate Athletic Association (NCAA) gespielt hatte, gab er zum Ende der Saison 1994/95 sein Debüt im professionellen Eishockey, als er in insgesamt 21 Partien für die Cornwall Aces aus der American Hockey League auflief.
Die Saison 1996/97 begann der US-Amerikaner beim Nachfolge-Franchise Québecs, der Colorado Avalanche, ehe er im November 1996 gemeinsam mit dem Norweger Anders Myrvold im Tausch für ein Erstrunden-Wahlrecht im NHL Entry Draft 1998 zu den Boston Bruins wechselte. Für Boston spielte er in den folgenden dreieinhalb Jahren ebenso in der NHL, wie in der AHL für deren Farmteam Providence Bruins. Nach dem Auslaufen des Vertrags in Boston wurde Wilson ein Free Agent und fand daher im Juli 200 im NHL-Franchise Phoenix Coyotes einen neuen Arbeitgeber. Dort war vom Beginn der Saison 2000/01 bis zum Februar 2004 aktiv. Ein weiteres Transfergeschäft brachte ihn zu den Pittsburgh Penguins, wo er die Spielzeit 2003/04 beendete.
Den Lockout während der NHL-Saison 2004/05 überbrückte Wilson in Europa bei den Espoo Blues aus der finnischen SM-liiga. Nach einem Jahr in Finnland wechselte er in die Schweizer Nationalliga A. Dort lief er zunächst eine Spielzeit für den HC Davos auf, ehe er zur Saison 2006/07 zum Ligakonkurrenten HC Lugano ging. Im Sommer 2008 kehrte er nach Nordamerika zu den Dallas Stars zurück, wo sein Vater Rick als Assistenztrainer arbeitete. Diese hatten ihm einen Zweiwegevertrag gültig für die NHL und AHL angeboten. Wilson konnte sich zuerst nicht für den NHL-Kader empfehlen und wurde daraufhin zu den Grand Rapids Griffins geschickt, schaffte im Saisonverlauf aber den Sprung in den NHL-Kader Dallas’. Nachdem der Angreifer die Spielzeit 2009/10 bei den Texas Stars in der AHL als deren Mannschaftskapitän verbracht hatte, gab er im Sommer 2010 im Alter von 35 Jahren seinen Rücktritt vom aktiven Sport bekannt.

### International
Für sein Heimatland nahm Wilson mit der U20-Nationalmannschaft der Vereinigten Staaten an der Junioren-Weltmeisterschaft 1995 im kanadischen Red Deer teil. Die US-Amerikaner belegten dabei den fünften Rang, zu dem der Stürmer fünf Scorerpunkte beitrug. Mit der A-Nationalmannschaft absolvierte Wilson die Weltmeisterschaft 2001 in Deutschland teil. Dort verpassten die USA mit dem vierten Platz die Medaillenränge knapp. In neun Spielen verbuchte er zwei Punkte, darunter ein Tor.

## Erfolge und Auszeichnungen
| - 1994 WCHA Rookie of the Year - 1994 WCHA All-Rookie Team - 1999 Teilnahme am AHL All-Star Classic | - 1999 AHL First All-Star Team - 1999 Calder-Cup-Gewinn mit den Providence Bruins |

## Karrierestatistik

### International
Vertrat die USA bei:
- Junioren-Weltmeisterschaft 1995
- Weltmeisterschaft 2001

(Legende zur Spielerstatistik: Sp oder GP = absolvierte Spiele; T oder G = erzielte Tore; V oder A = erzielte Assists; Pkt oder Pts = erzielte Scorerpunkte; SM oder PIM = erhaltene Strafminuten; +/− = Plus/Minus-Bilanz; PP = erzielte Überzahltore; SH = erzielte Unterzahltore; GW = erzielte Siegtore; 1 Play-downs/Relegation; Kursiv: Statistik nicht vollständig)